# George Benjamin von Arnold
Freiherr George Benjamin von Arnold (* 1737; † 5. März 1806) war ein preußischer Land- und Justizrat.

## Leben

### Familie
George Benjamin von Arnold war der Sohn des Breslauer Regierungsdirektors Johann Theodor von Arnold (* um 1705 im Herzogtum Liegnitz; † 13. Februar 1758 in Breslau), Erbherr auf Meesendorf, Polnisch-Baudis, Borne, alle im Landkreis Neumarkt und Grünthal, und dessen Ehefrau, eine geb. von Eicke aus dem Haus Wenig-Rackwitz; seine Brüder waren der spätere Land- und Justizrat Johann Carl Andreas von Arnold und der spätere Landrat Friedrich Ernst Constantin von Arnold.
Er war verheiratet mit Dorothea Marianne Eleonora (* 1739; † 1821), eine Tochter des Regierungsrats Ernst Julius Sigismund von Seidlitz (1694–1760); er nahm den späteren Schriftsteller und Schauspieler Karl von Holtei, der ein Sohn seiner verstorbenen Schwägerin war, bei sich auf; dieser wurde auch als einer der ersten Patienten 1801 gegen Kuhpocken geimpft.
Sein Schwager war der Breslauer Vizepräsident Ferdinand Sigismund von Seidlitz (1725–1806).
George Benjamin von Arnold war Erbherr auf Meesendorf.
1798 besaß er die Güter Norrigawe und Piskorsine im Landkreis Wohlau.

### Werdegang
Zur schulischen Ausbildung von George Benjamin von Arnold liegen keine Hinweise vor
Er immatrikulierte sich am 21. April 1758 an der Universität Halle zu einem Studium der Rechtswissenschaften.
Nachdem er am 24. Februar 1762 seine erste juristische Prüfung bestanden hatte, wurde er als Auskultator bei der Oberamts-Regierung in Breslau angenommen.
Er wurde am 20. Januar 1764 Justizrat und Adjunkt des Freiherrn von Richthofen auf Peterwitz im Landkreis Jauer und Adjunkt des Justizrats von Gutsmuth im Landkreis Neumarkt.
Im Januar 1777 trat er die Nachfolge von Carl Wenzel von Prittwitz und Gaffron (1734–1806) als Land- und Justizrat sowie Deputierter und Mitglied der Breslauer Kriegs- und Domänenkammer in der Grafschaft Glatz an; zugleich wurde er auch zum Kriegs- und Domänenrat ernannt.
Er erhielt am 23. August 1784 den Auftrag, gemeinsam mit Oberst Ludwig Wilhelm von Regler die Gründe zu untersuchen, die zu einer Dienstverweigerung der Untertanen geführt hatten und deren Anstifter zu ermitteln.
Am 27. September 1784 bat er nach zwanzig Dienstjahren aus gesundheitlichen und finanziellen Gründen um seinen Abschied; zugleich bat er um die Gewährung einer Pension und die Ernennung zum Geheimrat. Am 7. Dezember 1784 schlug Minister Carl George Heinrich von Hoym den Glogauer Regierungsreferendar und Kammerassistenzrat Heinrich Alexander von Reibnitz (1755–1843) zu seinem Nachfolger, der darauf am 12. Februar 1785 das Amt in Glatz antrat.
Im Herbst 1786 bat George Benjamin von Arnold um die Ernennung zum Geheimen Kriegsrat, worauf er 1787 hierzu ernannt wurde.